# NGC 3346
NGC 3346 is een balkspiraalstelsel in het sterrenbeeld Leeuw. Het hemelobject werd op 8 april 1784 ontdekt door de Duits-Britse astronoom William Herschel.

## Synoniemen
- UGC 5842
- IRAS10410+1507
- MCG 3-28-1
- KARA 436
- ZWG 94.116
- ZWG 95.3
- PGC 31982